# Торомба філіпінська
Торо́мба філіппінська (Mulleripicus funebris) — вид дятлоподібних птахів родини дятлових (Picidae). Ендемік Філіппін.

## Опис
Довжина птаха становить 30 см, вага 139-183 г. Голова невелика, шия довга і тонка, хвіст довгий, жорсткий, дещо вигнутий вперед на кінці. Самці мають переважно чорне забарвлення з синюватим відблиском, за винятком голови. Нижня частина тіла дещо світліша, чорнувата, позбавлена блиску, на грудях є кілька світлих плям. Лоб, передня частина тімені, обличчя і щоки червоні, пера на них біля основи чорні. Решта голови і шия чорні, поцятковані дрібними білими плямками, горло чорнувато-сіре, також плямисте. Райдужки світло-жовті. Дзьоб довгий, загострений, вузький біля основи, чорнуватий, знизу і біля основи світло-жовтувато-роговий. Лапи бурувато-сірі. У самиць червоні плями на голові відсутні, ці частини голови у них чорні, поцятковані світлими плямками.

## Підвиди
Виділяють три підвиди:
- M. f. mayri Gilliard, 1949 — північний Лусон;
- M. f. funebris (Valenciennes, 1826) — центральний і південний Лусон, острови Катандуанес і Маріндук;
- M. f. parkesi Manuel, 1958 — острів Полілло.

Mulleripicus fuliginosus раніше вважався підвидом філіппінської торомби, однак був визнаний окремим видом.

## Поширення і екологія
Філіппінські торомби мешкають на півночі Філіппінського архіпелагу. Вони живуть у вінчнозеленних і вторинних тропічних лісах, на узліссях, в гірських дубових і соснових лісах. Зустрічаються поодинці або парами, на висоті до 1600 м над рівнем моря. Живляться безхребетними, яких шукають в гнилій деревині у верхніх ярусах лісу, на висоті понад 20 м над землею. Сезон розмноження триває з березня по травень.

## Збереження
МСОП класифікує стан збереження цього виду як близький до загрозливого. Філіппінським торомбам загрожує знищення природного середовища.